# Distrito electoral 37
El distrito electoral 37 (en inglés: Precinct 37) es un distrito electoral ubicado en el condado de Monroe en el estado estadounidense de Illinois. En el Censo de 2010 tenía una población de 632 habitantes y una densidad poblacional de 1.244,98 personas por km².

## Geografía
Según la Oficina del Censo de los Estados Unidos, tiene una superficie total de 0.51 km², de la cual 0.51 km² corresponden a tierra firme y (0%) 0 km² es agua.

## Demografía
Según el censo de 2010, había 632 personas residiendo en el distrito electoral 37. La densidad de población era de 1.244,98 hab./km². De los 632 habitantes, el distrito electoral 37 estaba compuesto por el 98.89% blancos, el 0% eran afroamericanos, el 0.32% eran amerindios, el 0.32% eran asiáticos, el 0% eran isleños del Pacífico, el 0.16% eran de otras razas y el 0.32% pertenecían a dos o más razas. Del total de la población el 2.06% eran hispanos o latinos de cualquier raza.